# Sambre
Sambre (în valonă Sambe, în neerlandeză Samber) este un fluviu care izvorăște în Franța, trece apoi în Belgia, până la vărsarea sa în Meuse, la Namur. Confluența Meusei cu Sambre se cheamă Grognon, cuvânt ce în limba valonă înseamnă «rât».
Fluviul Sambre este canalizat și navigat de vase până la 500 de tone, care poartă îndeobște pietriș de la cariera de la Beez. Înainte de canalizare, pe Sambre navigau bărci numite în valonă „sambwesses”.

## Orașe traversate
- Landrecies
- Maubeuge
- Charleroi
- Namur